# Simon Andreassen
Simon Andreassen, né le 30 août 1997, est un coureur cycliste danois, spécialiste du cross-country VTT et du cyclo-cross.

## Biographie
Simon Andreassen naît le 30 août 1997 au Danemark.
En septembre 2014, il devient champion du monde de cross-country juniors. En janvier 2015, il décroche en solitaire le titre de champion du monde de cyclo-cross juniors, devant le favori belge Eli Iserbyt. En septembre de la même année, il devient le premier coureur à conserver son titre de champion du monde de cross-country juniors.

## Palmarès en VTT

### Championnats du monde
- Lillehammer-Hafjell 2014
  -  Champion du monde de cross-country juniors
- Vallnord 2015
  -  Champion du monde de cross-country juniors
  -  Médaillé d'argent du relais mixte
- Cairns 2017
  -  Médaillé d'argent du relais mixte
- Lenzerheide 2018
  -  Médaillé de bronze du relais mixte
- Leogang 2020
  -  Médaillé de bronze du cross-country à assistance électrique
- Haderslev 2022
  -  Médaillé de bronze du cross-country marathon
- Snowshoe 2024
  -  Champion du monde de cross-country marathon

### Coupe du monde
- Coupe du monde de cross-country espoirs
  - 2016 : 4e du classement général
  - 2017 : 6e du classement général, vainqueur d'une manche
  - 2018 : 9e du classement général
  - 2019 : 7e du classement général

- Coupe du monde de cross-country élites
  - 2020 : vainqueur d'une manche
  - 2021 : 15e du classement général
  - 2022 : 78e du classement général
  - 2023 : 34e du classement général
  - 2024 : 9e du classement général, vainqueur d'une manche

- Coupe du monde de cross-country short track
  - 2023 : 39e du classement général
  - 2024 : 9e du classement général

### Championnats d'Europe
- Saint-Wendel 2014[1]
  -  Champion d'Europe de cross-country juniors
- Chies d'Alpago 2015
  -  Champion d'Europe de cross-country juniors
- Darfo Boario Terme 2017
  -  Médaillé d'argent du relais mixte
  -  Médaillé de bronze du cross-country espoirs
- Graz-Stattegg 2018
  -  Médaillé de bronze du relais mixte
- Brno 2019
  -  Médaillé de bronze du relais mixte
- Cheile Grădiștei 2024
  -  Champion d'Europe de cross-country short-track
  -  Médaillé d'argent du cross-country
- Melgaço 2025
  -  Médaillé de bronze du cross-country

### Championnats du Danemark
- 2014
  -  Champion du Danemark de cross-country juniors
- 2015
  -  Champion du Danemark de cross-country juniors
- 2016
  -  Champion du Danemark de cross-country
- 2017
  - 3e du championnat du Danemark de cross-country
- 2018
  -  Champion du Danemark de cross-country marathon
  - 2e du championnat du Danemark de cross-country
- 2019
  - 2e du championnat du Danemark de cross-country
- 2020
  -  Champion du Danemark de cross-country
  - 2e du championnat du Danemark de cross-country marathon
- 2021
  -  Champion du Danemark de cross-country
  -  Champion du Danemark de cross-country marathon
- 2023
  - 2e du championnat du Danemark de cross-country
  - 3e du championnat du Danemark de cross-country short track

## Palmarès en cyclo-cross
- 2013-2014[1]
  -  Champion du Danemark de cyclo-cross juniors
- 2014-2015
  -  Champion du monde de cyclo-cross juniors
  -  Champion du Danemark de cyclo-cross juniors
  - Cyclo-cross juniors de Helsingor
  - 5e du championnat d'Europe de cyclo-cross juniors
- 2015-2016
  -  Champion du Danemark de cyclo-cross
- 2016-2017
  -  Champion du Danemark de cyclo-cross
  - 8e du championnat du monde de cyclo-cross espoirs
- 2021-2022
  -  Champion du Danemark de cyclo-cross